# Optomechanik
Der Begriff Optomechanik (Kunstwort aus Optik und Mechanik) wird bei Produkten und Verfahren verwendet, bei denen optische und feinmechanische Komponenten gemeinsam eingesetzt werden. In der Optomechatronik werden diese Komponenten durch elektromechanische, elektronische sowie digitale Komponenten ergänzt.

## Beispiele
- Mechanische Halterungen für optische Komponenten, wie zum Beispiel Spiegel oder Linsen.
- Piezoelektrische oder mechanische Stellglieder für die Justierung von optischen Komponenten, wobei diese parallelverschoben, gedreht oder gekippt werden können.
- Präzise Positionierer für optische Komponenten wie Objektivrevolver oder Filterräder.
- Fokussierungsmechanismen sowohl für Objektive als auch für Einzellinsen im optischen Strahlengang.
- Zoomobjektiv
- Objektivadapter für Kameras, wie
  - 35-Millimeter-Adapter
  - Telekonverter
  - Televorsatzlinse
  - Telekompressor
  - Barlowlinse
  - Nahlinse

Beispiele für optomechanische Systeme
Irisblende zum mechanischen Auf- und Abblenden in einem optischen Strahlengang.
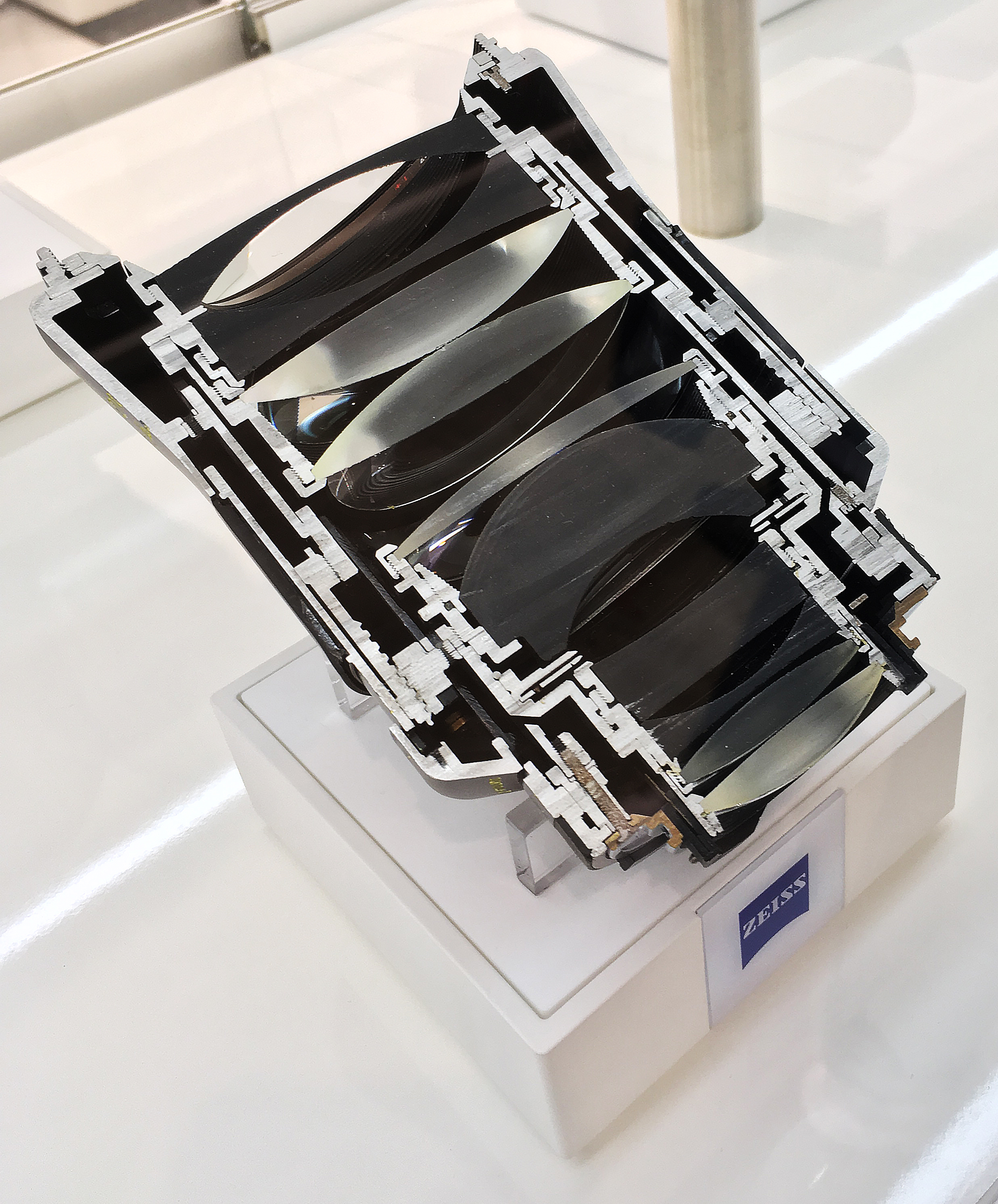
Schnitt mit Innenansicht des mechanischen Objektivs Zeiss Otus 1.4/55 mm.
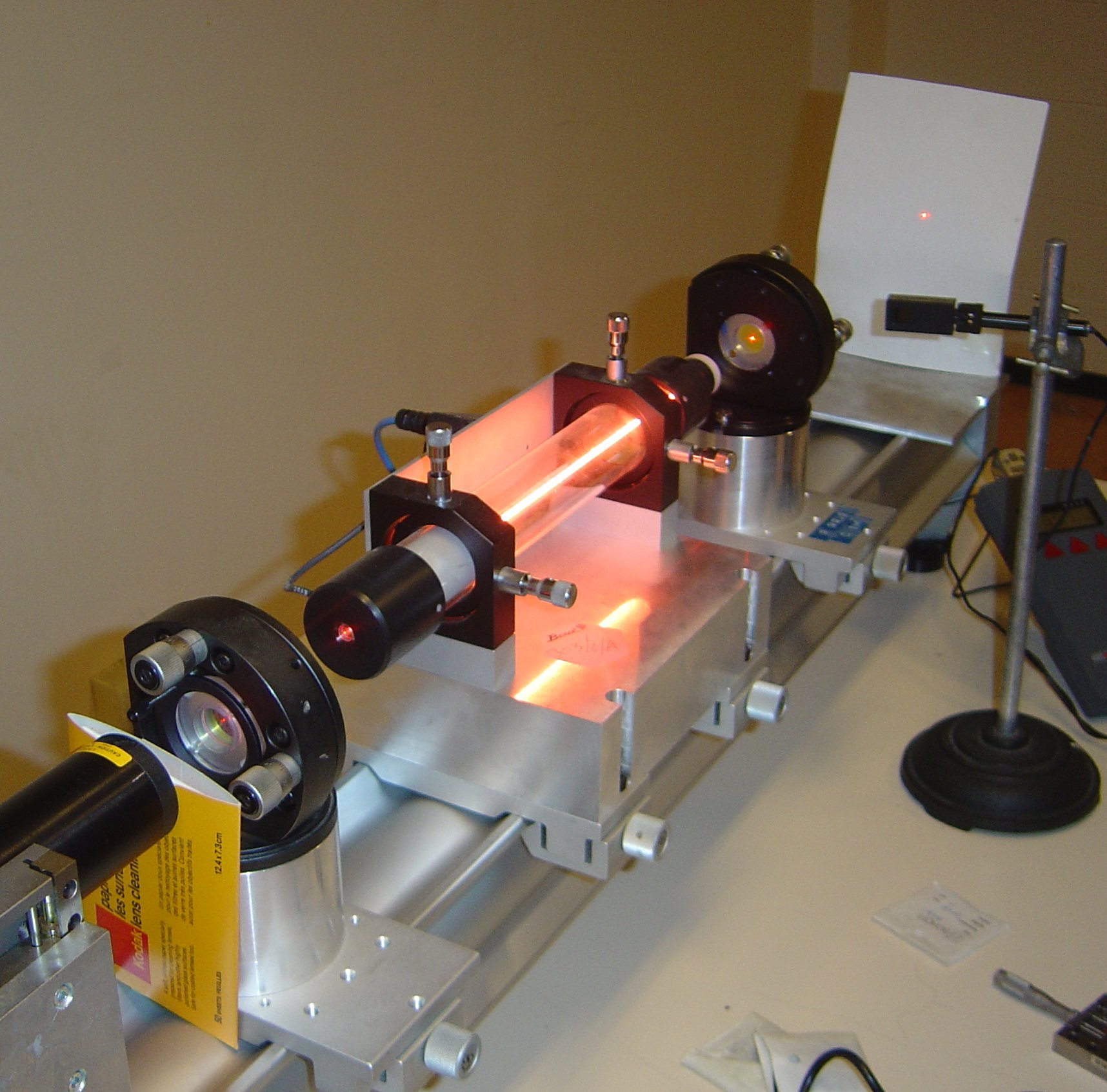
Optische Bank mit einer Gasentladungsröhre und diversen optischen Elementen zur Erzeugung eines Helium-Neon-Laserstrahls.

## Abgrenzung
Nicht zu verwechseln ist der Begriff „optomechanisch“ mit Effekten in Spiegel-Resonatoren, bei denen der dynamische Strahlungsdruck des Lichts eine Rolle spielt.